# Homburg
Homburg település Németországban, azon belül Saar-vidék tartományban. Lakosainak száma 42 498 fő (2023. december 31.).

## Népesség
A település népességének változása:
| Lakosok száma | 41 861 | 42 076 | 41 934 | 41 811 | 41 612 | 42 297 | 42 498 |
|               | 1975   | 2016   | 2017   | 2019   | 2021   | 2022   | 2023   |